# Condado de Cheboygan
El condado de Cheboygan (en inglés: Cheboygan County, Míchigan), fundado en 1840, es uno de los 83 condados del estado estadounidense de Míchigan. En el año 2000 tenía una población de 26.448 habitantes con una densidad poblacional de 14 personas por km². La sede del condado es Cheboygan.

## Geografía
Según la Oficina del Censo, el condado tiene un área total de 2292 km² (884,9 mi²), de la cual 1852 km² (715,1 mi²) es tierra y 440 km² (169,9 mi²) es agua.

## Condados adyacentes
- Condado de Mackinac norte
- Condado de Presque Isle este
- Condado de Montmorency sureste
- Condado de Otsego sur
- Condado de Charlevoix suroeste
- Condado de Emmet oeste

## Demografía
En el 2000 la renta per cápita promedia del condado era de $33,417, y el ingreso promedio para una familia era de $38,390. El ingreso per cápita para el condado era de $18,088. En 2000 los hombres tenían un ingreso per cápita de $30,054 frente a los $20,682 que percibían las mujeres. Alrededor del 12.20% de la población estaba bajo el umbral de pobreza nacional.

## Lugares

### Ciudades
- Cheboygan

### Villas
- Mackinaw City (parte)
- Wolverine

### Lugar designado por el censo
- Indian River

### Comunidades no incorporadas
- Afton
- Aloha
- Alverno
- Burt Lake
- Elmhurst
- Mullett Lake
- Riggsville
- Topinabee
- Tower

### Municipios
| - Municipio de Aloha - Municipio de Beaugrand - Municipio de Benton - Municipio de Burt - Municipio de Ellis | - Municipio de Forest - Municipio de Grant - Municipio de Hebron - Municipio de Inverness - Municipio de Koehler | - Municipio de Mackinaw - Municipio de Mentor - Municipio de Mullett - Municipio de Munro - Municipio de Nunda | - Municipio de Tuscarora - Municipio de Walker - Municipio de Waverly - Municipio de Wilmot |

### Principales carreteras
- I-75
- US 23
- US 31
- M-27
- M-33
- M-68
- M-108
- M-212
- C-58
- C-64
- C-66
- F-05